# Agathia magnifica
Agathia magnifica là một loài bướm đêm trong họ Geometridae.